# Progress M-15
Progress M-15 (ryska: Прогресс М-15) var en rysk obemannad rymdfarkost som levererade förnödenheter, syre, vatten och bränsle till rymdstationen Mir. Den sköts upp med en Sojuz-U2-raket från Kosmodromen i Bajkonur den 27 oktober 1992 och dockade med Mir den 29 oktober. Efter att Progress M-15 lämnat Mir den 4 februari 1993 genomförde den experimentet Znamya 2. Farkosten brann upp i jordens atmosfär den 7 februari 1993.

### Fotnoter
1. ↑  ”NASA Space Science Data Coordinated Archive” (på engelska). NASA. https://nssdc.gsfc.nasa.gov/nmc/spacecraft/display.action?id=1992-071A. Läst 1 mars 2020.
2. ↑  Manned Astronautics - Figures & Facts Arkiverad 9 oktober 2007 hämtat från the Wayback Machine., läst 15 juli 2016.